# Script for a Jester's Tear
Script for a Jester's Tear je první album progresivní rockové skupiny Marillion. Bylo vydáno v roce 1983 a jde o jediné album Marillion s bubeníkem Mickem Pointerem. Remaster alba vyšel jako 2 CD v září 1997. Album dosáhlo sedmého místa a strávilo 31 týdnů v UK Albums Chart a nakonec dosáhlo platinového certifikátu. Skladba „He Knows You Know“ se dostala mezi Top 40 singlů a „Garden Party“ mezi top 20 singlů. Prog Magazine jej zařadil na 40. místo ve svém seznamu „100 největších prog alb všech dob“.

## Seznam stop (originální CD 1983)

### Strana první
1. "Script For A Jester's Tear" – 8:42
2. "He Knows You Know" – 5:23
3. "The Web" – 8:52

### Strana druhá
1. "Garden Party"– 7:19
2. "Chelsea Monday" – 8:17
3. "Forgotten Sons" – 8:23

## Seznam stop (remaster 2 CD 1997)

### CD 1
1. "Script For A Jester's Tear" – 8:42
2. "He Knows You Know" – 5:23
3. "The Web" – 8:52
4. "Garden Party"– 7:19
5. "Chelsea Monday" – 8:17
6. "Forgotten Sons" – 8:23

### CD 2
1. "Market Square Heroes" (Battle Priest Version) – 4:18
2. "Three Boats Down From The Candy" – 4:31
3. "Grendel" (Fair Deal Studios Version) – 19:10
4. "Chelsea Monday" (Demo) – 6:54
5. "He Knows You Know" (Demo) – 4:29
6. "Charting The Single" – 4:51
7. "Market Square Heroes" (Alternative Version) – 4:48

## Obsazení
- Fish - zpěv
- Steve Rothery - kytara
- Mark Kelly - klávesy
- Pete Trewavas - basová kytara
- Mick Pointer - bicí

hosté
- Peter Cockburn - hlas na "Forgotten Sons"